# Йорданка Георгиева
Йорданка Стефанова Георгиева е български икономист и политик от БСП. Народен представител от коалиция „БСП за България“ в XLIX народно събрание.

## Биография
Йорданка Георгиева е родена на 14 март 1979 г. в град Попово, Народна република България.

## Политическа дейност
През 2011 г. е част от политическата формация „Граждани за европейско развитие на Попово – патриоти“.
По време на второто правителство на Бойко Борисов, когато АБВ и Реформаторският блок и ГЕРБ са в коалиция, тя е заместник областен управител на Търговище. През май 2016 г. напуска длъжността, тъй като ръководството на АБВ оттегля подкрепата си за ГЕРБ.
През 2021 г. тя напуска АБВ.